# Huť (Pěnčín)
Huť (německy dříve Labau) je vesnice, část obce Pěnčín v okrese Jablonec nad Nisou. Nachází se asi 0,5 km na severovýchod od Pěnčína. Je zde evidováno 150 adres. Trvale zde žije 290 obyvatel.
Huť je také název katastrálního území o rozloze 5,89 km². V katastrálním území Huť leží i Pěnčín.

## Historie
Nejstarší částí obce je Stanovsko, ležící na východním okraji dnešní Huti. Název Stanovska je zřejmě odvozen od míst, kde se prováděl odchyt ptáků. Původně samostatná ves byla roku 1469 vypálena husity a v kupní smlouvě maloskalského panstva je v roce 1538 označena jako pustá.
Huť (také zvaná Syřišťov nebo Kašparova Huť) získala svůj název podle sklárny, kterou postavil Johan Schürer z Waldheimu roku 1558 v blízkosti dnešní návsi. Ke sklárně patřil také poplužní dvůr, mlýn, rybníky a práva péci chléb a čepovat pivo z panského pivovaru. Schürerové byli nejvýznamnějším sklářským rodem renesančních Čech. Pocházeli ze saské strany Krušných hor a po Horní Chřibské založili roku 1530 vůbec první českou sklárnu ve Falknově, nyní Kytlicích v Lužických horách. Kromě Huti založili také rejdickou huť 1565. Syřišťovskou huť měli Schürerové, vyznávající protestantskou víru, v držení až do roku 1625, kdy umírá Johan, syn Kašpara Schürera.

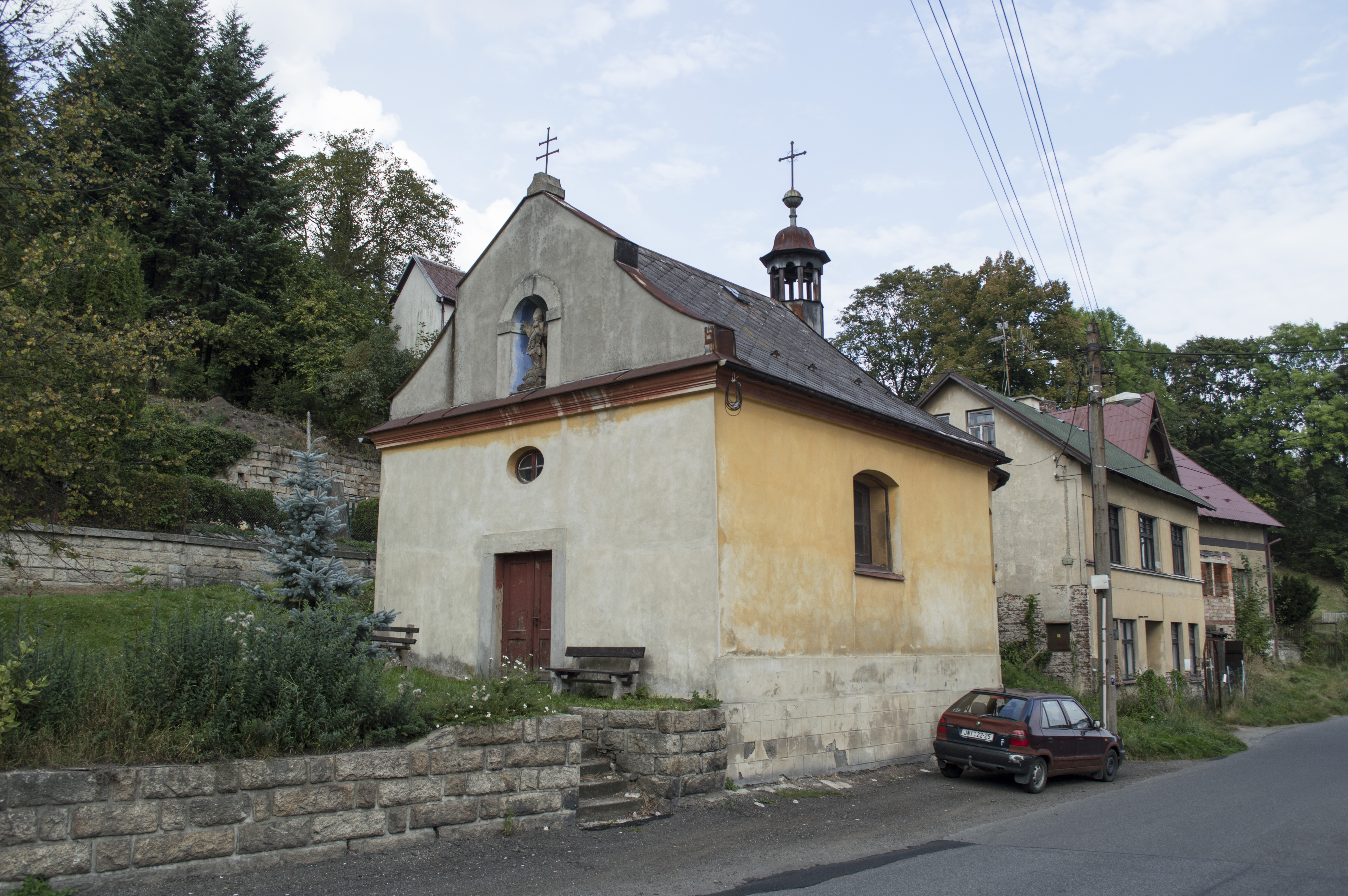
Kaple sv. Vojtěcha na návsi (před rekonstrukcí)

Z důvodu úbytku dřeva byla nad Stanovskem, na cestě k Beranům postavena druhá huť, zvaná stará. Ta byla roku 1679 prodána Huťmistru Georgu Wanderovi. Během bojů třicetileté války byl provoz huti zastaven, ale hned po uklidnění krajiny se výroba znovu rozbíhá. Novým huťmistrem se stal Kašpar Horn, podle nedatovaného zápisu v jablonecké pozemkové knize z roku 1648. Roku 1665 přebírá sklárnu Eliáš Wander. Období velkého rozkvětu zažívá Huť díky Georgovi Wanderovi (1636–1712), který se oženil 1656 s dcerou Kašpara Horna, Annou Justýnou. Díky konjunkci se rodina těšila velké vážnosti, a tak si Georg nechal potvrdit šlechtický titul, ke kterému obdržel rodinný predikát „ze Mšena“.
Dědici byli nuceni kvůli sporům s vrchností a nedostatku dřeva sklárnu, dva domy, mlýn a rybníky prodat Polyxeně Elizabetě Desfours v říjnu 1717 za 4700 Fl., ze kterých bylo 100 zajištěno na stavbu kaple. Po krátkém pronájmu je huť v roce 1721 definitivně uzavřena a provoz přeložen na Smržovku. Z bídy pomáhá obyvatelům roku 1733 Christian Kunze, zavedením řezání kamenů. Po ústupu dřevo-skleněného průmyslu je kolem roku 1812 zavedena výroba rokailu (sekaných perlí) ze Smržovky.
Druhá vlna jizerského sklářství po roce 1850 dala podnět dalšímu rozvoji obce Huť. První mačkárnu na výrobu perlí postavili v Huti J.Wenzel a J. Klinger v roce 1857. Později se mačkárna – driketa stala charakteristickou stavbou a silueta domku se dvěma komíny a střešním světlíkem se dostala i do znaku svazku obcí Pěnčín. Zdokonalení broušení sekaných perlí přinesli italští dělníci pracující na stavbě železniční tratě Železný Brod – Tanvald 1876. Na krátko se stal výborným artiklem i skleněný kámen 1894. Pohromou pro sklářské dělníky bylo zavedení strojů na sekání skla 1888–1889 v Polubném a Lučanech, a tak došlo v lednu 1890 po dělnických bouřích k jejich zničení. Odsouzeno bylo 87 osob z širokého okolí k trestu v šatlavě a žaláři od 14 dnů do 2 let.

## Významná data

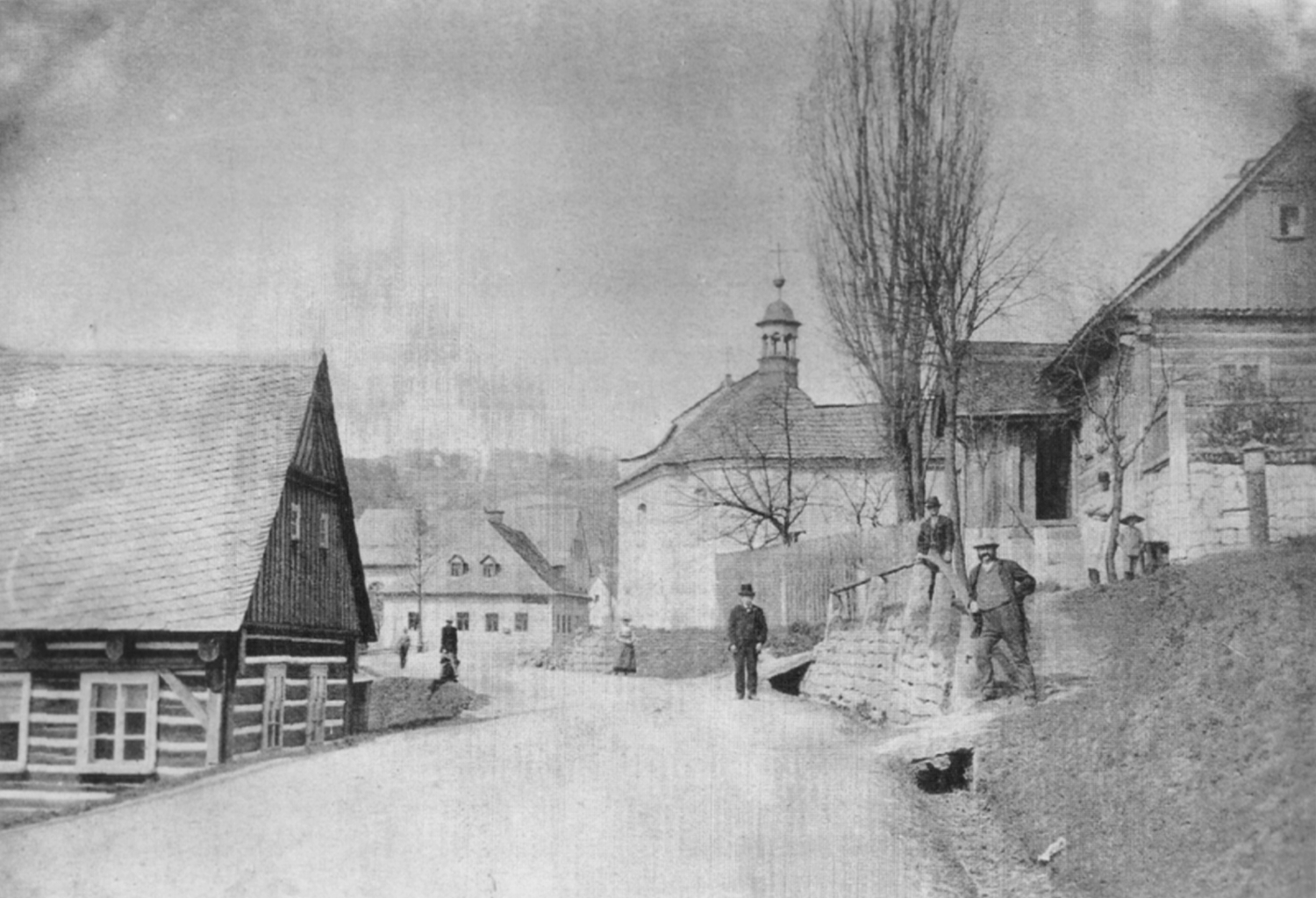
Pohled na panský dům z dálky

- 1694 stavba dřevěné kaple Georgem Wanderem, po 50 letech zchátrala
- 1749 vysvěcena zděná kaple sv. Vojtěcha, postavená maloskalskou vrchností
- 1863 založení okrašlovacího spolku
- 1864 volená dvanáctičlenná obecní rada, z posledních voleb 1919 vzešlo 18 zastupitelů
- 1877 dobrovolný hasičský sbor, hasičárna postavena 1890
- 1879 dostavěna škola
- 1884 otevřen hřbitov, 1897 rozšířen
- 1889 pěvecký a společenský sbor
- 1896 ochotnické divadlo a německý tělovýchovný spolek
- 1898 poštovní úřad a telegraf
- 1906 zřízen chudobinec v odkoupeném domě č.52
- 1911 zřízení telefonní pobočky a stavba sokolovny
- 1923 pěvecký sbor